# Wetmore (Kansas)
Wetmore es una ciudad ubicada en el condado de Nemaha el estado estadounidense de Kansas. En el año 2010 tenía una población de 368 habitantes y una densidad poblacional de 368 personas por km².

## Geografía
Wetmore se encuentra ubicada en las coordenadas 39°38′4″N 95°48′34″O / 39.63444, -95.80944 (39.634522, -95.809462).

## Demografía
Según la Oficina del Censo en 2000 los ingresos medios por hogar en la localidad eran de $38,438 y los ingresos medios por familia eran $47,500. Los hombres tenían unos ingresos medios de $31,500 frente a los $24,375 para las mujeres. La renta per cápita para la localidad era de $15,791. Alrededor del 8.6% de la población estaban por debajo del umbral de pobreza.